# Kotoko FC
Kotoko F.C. là một câu lạc bộ bóng đá Togo có trụ sở ở Lavié, thi đấu ở giải cao nhất của bóng đá Togo. Sân nhà của đội bóng là Stade Municipal.

## Đội hình hiện tại
Ghi chú: Quốc kỳ chỉ đội tuyển quốc gia được xác định rõ trong điều lệ tư cách FIFA. Các cầu thủ có thể giữ hơn một quốc tịch ngoài FIFA.
| Số | VT | Quốc gia | Cầu thủ                     |
| -- | -- | -------- | --------------------------- |
| —  | TM | Togo     | Safiou Salifou              |
| —  | TM | Ghana    | Manan Hidri                 |
| —  | HV | Togo     | Adoyi Essofa                |
| —  | HV | Togo     | Djen Dakoma                 |
| —  | HV | Togo     | Mahama Allaru               |
| —  | HV | Togo     | Djen Dakoma                 |
| —  | HV | Bénin    | Félicien Singbo             |
| —  | TV | Nigeria  | Emmannuel Asiwaju Oluwaseyi |

| Số | VT | Quốc gia | Cầu thủ         |
| -- | -- | -------- | --------------- |
| —  | TV | Togo     | Kodjo Dadzie    |
| —  | TV | Bénin    | Edmé Codjo      |
| —  | TV | Togo     | Sapol Saibou    |
| —  | TV | Togo     | Lalawelé Mahama |
| —  | TV | Togo     | Mani Atokora    |
| —  | TĐ | Togo     | Saani Hidri     |
| —  | TĐ | Togo     | Hanan Giwa      |

Bản mẫu:Togolese Championnat National